# Nieuwerkerkse Kreek
De Nieuwerkerkse Kreek (ook: Nieuwkerkse Kreek) is een kreek en natuurgebied in de Nieuwe Groedsche of Oude IJvepolder ten zuiden van het Nederlandse dorp Groede.
Het was een zijarm van het Nieuwerhavense Gat, dat ontstaan is ten gevolge van de inundaties van 1583. In 1613 werd deze zeearm afgedamd door de Krabbedijk. Naar het westen toe splitst het zich grillig in twee. De zuidelijke tak staat in verbinding met de natuurgebieden De Blikken en De Reep. De noordelijke tak watert via de Zwartegatse Kreek uit op de Wielingen via het gemaal te Nieuwesluis.
De kreek is vernoemd naar het voormalige dorp Nieuwerkerke dat in 1585 definitief in de golven verdween. Ook de Torenweg en de Torenhoeve ten noorden van de kreek herinneren aan dit verloren gegane dorp.